# 胡子豹
胡子豹（?—?），春秋时期胡国末代国君，子爵，名豹。吴王阖闾攻入楚都时，胡子豹攻占了临近胡国的楚国城邑。楚国复国，胡子豹也不事楚，说：“存亡有命，事楚何为？多取费焉。”鲁定公十五年（前495年）二月辛丑，楚昭王灭胡，俘虏胡子豹。
| 前任： 胡子髡 | 胡国国君 —前495年 | 繼任： 亡国 |